# مطار تدمر
مطار تدمر (إياتا: PMS، إيكاو: OSPR) هو مطار محلي يقع في مدينة تدمر إحدى المدن الأثرية السورية ، ويضم المطار مبنى للركاب ومكاتب للخدمات والشحن ومواقف للسيارات، وهناك دراسة تجرى حاليًا لإنشاء مطار جديد جنوب المدينة بدلآ من المطار الحالي  .

## خطوط وشركات الطيران
- الخطوط الجوية السورية (دمشق)